# Anomalocardia cuneimeris
Anomalocardia cuneimeris is een tweekleppigensoort uit de familie van de Veneridae. De wetenschappelijke naam van de soort is voor het eerst geldig gepubliceerd in 1846 door Conrad.